# St. John’s IceCaps (2015–2017)
Die St. John’s IceCaps waren ein kanadisches Eishockeyfranchise aus St. John’s in der Provinz Neufundland und Labrador, das von 2015 bis 2017 in der American Hockey League spielte. Es fungierte als Farmteam der Canadiens de Montréal aus der National Hockey League und entstand nach der Umsiedlung der Hamilton Bulldogs. 2017 ging es in die Rocket de Laval über.

## Geschichte
Im März 2015 gaben die Canadiens de Montréal bekannt, das Franchise der Hamilton Bulldogs vom bisherigen Haupteigentümer Michael Andlauer erworben zu haben. Gleichzeitig wurde bekannt gegeben, dass das Franchise nach St. John’s umgesiedelt wird. Dies wurde erst durch eine größere Umstrukturierung der American Hockey League möglich, in deren Rahmen das ursprünglich IceCaps-Franchise, das von 2011 bis 2015 in St. John’s spielte und als Farmteam der Winnipeg Jets fungierte, als Manitoba Moose nach Winnipeg zurückkehrte. In der Folge übernahmen die „neuen“ IceCaps große Teile der bestehenden Strukturen, spielen beispielsweise im gleichen Stadion (Mile One Centre) und glichen die Farben des Logos nur an die der Canadiens an (blau-weiß-rot).
Cheftrainer blieb Sylvain Lefebvre, der bereits die Bulldogs seit 2012 betreut hatte. Als neues ECHL-Farmteam wurden die Brampton Beast vorgestellt.
Nach der ersten Saison der IceCaps kündigten die Canadiens im Juli 2016 an, das Team zur Saison 2017/18 nach Laval in die Provinz Québec zu verlegen. Dort firmiert es seither als Rocket de Laval.